# Михелау-им-Штайгервальд
Михелау-им-Штайгервальд (нем. Michelau im Steigerwald) — община в Германии, в земле Бавария. 
Подчиняется административному округу Нижняя Франкония. Входит в состав района Швайнфурт. Подчиняется управлению Герольцхофен.  Население составляет 1117 человек (на 31 декабря 2010 года). Занимает площадь 14,15 км².
Община подразделяется на 6 сельских округов.

## Население
По оценке на 31 декабря 2015 года население общины Михелау-им-Штайгервальд составляет 1104 чел. 

| Дата      | 1840 | 1871 | 1900 | 1925 | 1939 | 1950 | 1961 | 1970 | 1987 | 2011 |
| --------- | ---- | ---- | ---- | ---- | ---- | ---- | ---- | ---- | ---- | ---- |
| Население | 918  | 906  | 848  | 863  | 817  | 1071 | 882  | 960  | 1068 | 1140 |

| Год       | 1960 | 1970 | 1980 | 1990 | 2000 | 2009 | 2010 | 2011 | 2012 | 2013 | 2014 | 2015 |
| --------- | ---- | ---- | ---- | ---- | ---- | ---- | ---- | ---- | ---- | ---- | ---- | ---- |
| Население | 869  | 967  | 1070 | 1212 | 1140 | 1112 | 1117 | 1138 | 1131 | 1110 | 1107 | 1104 |